# الإمبراطور شاو من هان
ليو بيان ولد سنة 176م عن طريق والده الإمبراطور لينغ، وأمه السيدة هي،  هو أمير هونغ نونغ, وكان محبباً لوالده الآمبراطور لينغ وفي سنة 181 ولدت زوجة السيدة وانغ له أخاف لهً هو ليو زي وهو الإمبراطور شيان.
بعد وفاة أبيه الإمبراطور لينغ توج على عرش البلاد وعين خاله الوزير هي جين قائداً للجيش، بسبب خوف هي جين من حزب الحاضرين العشرة وبنصيحة من يوان شاو
استدعى دونغ زو للعاصمة لويانغ ليقضي على سلطة الخدام لكنه أمر بنهبها وقتل هي جين على يد الخدام وأجبر يوان شو على الفرار وبذلك تحكم بالقصر.

## تنازله عن العرش
في سنة 189 أجبره دونغ زو على التنازل لأخيه ليو زي عن العرش ففعل وفي سنة 190 قتله دونغ زو.

## أحداث عصره
يعتبر عصره بداية لانقسام البلاد وسقوط هان خصوصاً بعد عزله وتولية أخيه العرش فهذا يعتبر إيذاناً بسقوط هيبة هان التي ظلت في أسوأ حالتها البلاد موحدة.

## وفاته
توفي مقتولاً سنة 190 بعد سنة من عزله على يد دونغ تشو في العاصمة.
| سبقه الإمبراطور لينغ | الإمبراطور 189ب.م | تبعه الإمبراطور شيان |